# أنجيلو بارا
أنجيلو بارا (بالإنجليزية: Angelo Parra)‏ هو مؤلف وكاتب أمريكي، ولد في 2 يونيو 1948 في نيويورك في الولايات المتحدة.